# Léstyán Ferenc
Léstyán Ferenc (Csíkszentkirály, 1913. február 12. – Székelyudvarhely, 2008. július 14.) erdélyi magyar római katolikus lelkész, egyházi író, egyháztörténész.

## Életútja
A csíkszeredai Római Katolikus Főgimnáziumban érettségizett (1932), felsőbb tanulmányait a gyulafehérvári Hittudományi Főiskolán végezte (1937). Római katolikus lelkészi szolgálatát Gyergyóremetén kezdte, Sepsiszentgyörgyön (1938), Tordán (1939-42), Gyulafehérváron (1943), Kolozsvárt (1943-44), Ditróban (1944), Csíkkarcfalván (1945-52), Désaknán (1952) folytatta. Közben az Antonescu-diktatúra nagyszebeni hadbírósága halálra ítélte, majd egy kommunista koncepciós perben egyéves börtönbüntetést róttak ki rá (1954-55). Kiszabadulva 1955-től plébános, majd főesperes plébános Marosvásárhelyen. 1992-ben Gyulafehérvárra ment, ahol hivatalban lévő, majd nyugalmazott vikáriusként élt és dolgozott 2006 elejéig, ekkor az udvarhelyi papi otthonba vonult, itt érte a halál. 2008. július 16-án szülőfalujában helyezték örök nyugalomra.

## Munkássága
Első írását az Aranyosszék közölte (1940). Katolikus imakönyvét (1975) és katekizmusát (1979) a gyulafehérvári püspökség adta ki. Megírta a püspökség történetét a kommunista rendszer első évei alatt (Régió, 1991/3) s a Romániai Magyar Szó 1991. augusztus havában folytatásokban közölte II. János Pál pápa magyarországi látogatása alkalmából A pápák és a magyarság sorsdöntő századai c. tanulmányát, majd külön is Magyar pápa (jelölt is volt) a láthatáron c. alatt Bakócz Tamás 1513-as pápaválasztási esélyének történetét (1991. augusztus 22.). Az Erdélyi egyházak évszázadai (1992) c. antológiában a gyulafehérvári római katolikus püspökség történetéről szóló tanulmányával szerepel.

## Díjak, elismerések
- Fraknói Vilmos-díj (2002)

## Művei
- Megszentelt kövek. A középkori erdélyi püspökség templomai. Stílusok, zord idők, hitvallások (katolikus, lutheránus, református, unitárius) változásaiban. 1100 templomképpel, 1-2.; Gloria, Kolozsvár, 1996
- Megszentelt kövek. A középkori erdélyi püspökség templomai; 2. bőv. kiad.; Római Katolikus Érsekség, Gyulafehérvár, 2000
- A hitvallásos iskolák küzdelme a két világháború között 1920–1940. A gyulafehérvári Római Katolikus Érsekség levéltárának vallomásai; Gloria, Kolozsvár, 2000
- Boldog házasság felé. Fiatalok útja a serdülő kortól a házasságkötésig; Gyulafehérvári Római Katolikus Érsekség, Gyulafehérvár, 2002
- Erdélyi Szibéria. Az erdélyi katolicizmus győzedelmes küzdelme a hithűségért 1948–1989. A Gyulafehérvári Római Katolikus Érsekség levéltárának dokumentumai és az események még élő tanúinak vallomása alapján; szerk. Léstyán Ferenc; Gyulafehérvári Római Katolikus Érsekség, Alba Iulia, 2003
- Boldog házasság. Az esküvőtől holtomiglan; Gyulafehérvári Római Katolikus Érsekség, Gyulafehérvár, 2003
- Az Oltáriszentség csodáival közöttünk élő Urunk Jézus Krisztus; Gloria, Kolozsvár, 2005
- Marosvásárhely katolikus egyháza a kommunista elnyomás idején 1948–1990; Gloria, Kolozsvár, 2007